# Kent
|  | Per a altres significats, vegeu «Kent (desambiguació)». |

Kent és un comtat del sud-est d'Anglaterra. Limita amb els comtats d'East Sussex, Surrey i Gran Londres, i defineix la seva frontera amb el d'Essex en el mig de l'estuari del Tàmesi. Al comtat hi ha la seu de l'arquebisbe de Canterbury i del bisbe de Rochester.
Les dues localitats amb status de "ciutat" en el comtat són Canterbury, seu de l'arquebisbat de Canterbury, i Rochester, seu del bisbat de Rochester. No obstant això, el 1998 Rochester va perdre la seva condició oficial de ciutat.
El paisatge és accidentat i per la seva bellesa Kent també és conegut com el jardí d'Anglaterra. L'agricultura de Kent és gairebé una indústria per si mateixa. En aquesta zona del comtat es van explotar diverses mines de carbó durant el segle xx. Diversos ferris, l'Eurotúnel i dues autopistes britàniques uneixen el comtat amb el continent europeu. Hi ha també dos aeroports, un a Manston i altre a Rochester, així com diversos aeròdroms.

## Geografia
Kent està al sud-est d'Anglaterra. Està vorejada per la mar del nord, a l'est, i el canal de la Mànega al sud. En el seu litoral sobresurten dos elements: l'estuari del riu Tàmesi, a l'extrem nord, i l'estret de Dover, que separa aquest territori de França, situada a només 34 kilòmetres.
El seu paisatge està determinat per un seguit de turons i valls que van d'est a oest, els quals són el resultat de l'erosió de la part superior del Wealden, una elevació del relleu que ocupa els comtats de Kent i Sussex, que va sorgir durant l'orogènia alpina, fa uns 10–20 milions d'anys. Aquesta elevació consisteix en un estrat superior de creta col·locat sobre successius estrats de sorra verda, glauconita, argila i sorra. Els turons i les valls es van formar quan l'argila exposada es va erosionar més ràpidament que les altres capes.

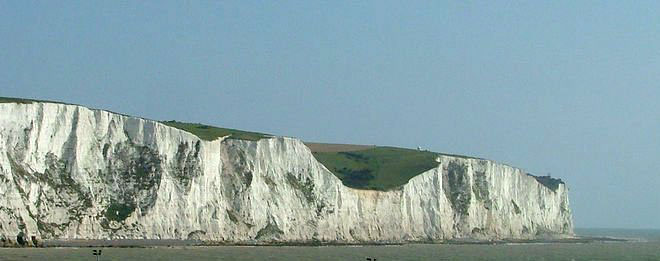
White Cliffs a Dover.

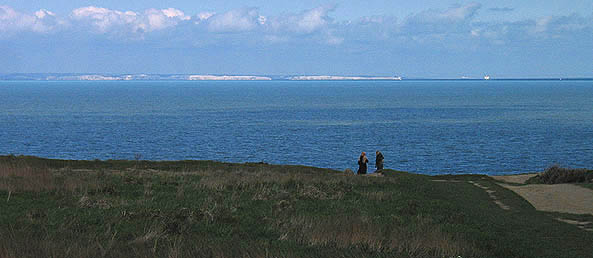
La blancor dels White Cliffs visible des de la costa francesa.

Sevenoaks, Maidstone, Ashford i Folkestone són ciutats construïdes sobre l'estrat de sorra verda, mentre que Tonbridge i Tunbridge Wells estan sobre arena. Dartford, Gravesend, les ciutats del districte de Medway, Sittingbourne, Faversham, Canterbury, Deal i Dover estan sobre roca de creta. La secció més oriental del Wealden es va erosionar fent pendent cap a la mar, que és visible en penya-segat anomenats White Cliffs. Aquesta àrea i la de Westerham estan declarades d'especial bellesa natural (AONB).
La part superior del Wealden és una estructura del període Mesozoic que es troba sobre una capa de material del Paleozoic, la qual sovint ha trobat les condicions apropiades per formar carbó. Aquest mineral es troba sobretot a la part oriental de Kent, a una profunditat d'uns 250–400 m i està subjecte a inundacions. Està repartit en dues betes que s'allarguen per sota del canal de la Mànega.
Al comtat s'han enregistrat moviments sísmics, encara que l'epicentre estava a la mar. Un l'any 1382 i un altre el 1580 van ser terratrèmols que van superar el nivell 6 en l'escala de Richter. Els anys 1776, 1950 i el 28 d'abril del 2007 van haver terratrèmols d'un 4,3 d'intensitat, el del 2007 va causar danys a Folkestone. El 22 de maig del 2015 va ser de 4,2 segons l'escala de Richter; l'epicentre va estar a Sandwich, a unes poques milles de la superfície.
El litoral de Kent està en canvi continu degut a l'elevació de la placa tectònica i també a l'erosió marítima. Fins més o menys l'any 960, l'illa de Thanet va ser una illa separada de la Gran Bretanya per canal de Wantsum, formada per dipòsits de creta; amb el temps, aquest canal va quedar farcit d'al·luvions. El mateix va passar amb Romney Marsh i Dungeness, territoris que es van formar per l'acumulació de dipòsits procedents de l'erosió.
El principal riu de Kent és el Medway, que neix a prop d'East Grinstead, a Sussex i baixa cap a l'est en direcció a Maidstone, llavors gira cap al nord on travessa els North Downs, a Rochester, i s'uneix al Tàmesi poc abans que aquest arribi al seu estuari. En total té uns 112 km de recorregut. El Medway és un riu que pateix marees fins a la resclosa d'Allington, tot i que, en temps remots els vaixells de càrrega arribaven des de la mar fins a Tonbridge. Un altres riu del comtat és el Stour que flueix per l'est. A Kent hi ha dos canals: el Royal Military Canal, entre Hythe i Rye, i el canal Tàmesi-Medway, que enllaça aquests dos rius entre Strood i Gravesend.

## Història
La paraula Kent deriva del mot brità Cantus, que volia dir «vora o cantell esmolat» i que descriu el paisatge de la part oriental, els penya-segats davant de la mar. Juli Cèsar, en el relat de la seva visita l'any 51 aC, va anomenar aquestes terres Cantium, que vol dir «la llar dels Cantiaci». L'extrem occidental del comtat estava, en l'època de la Britania romana, ocupada per una tribu de l'edat del ferro, els Regnenses.
L'est va ser colonitzat pels juts durant el segle V dC i van formar un regne que va ser conegut pel nom de Cantia fins gairebé l'any 730, després escrit Cent fins al 835. Als seus habitants, a començaments de l'edat mitjana, se'ls anomenava els Cantwara i tenien Canterbury com a capital.

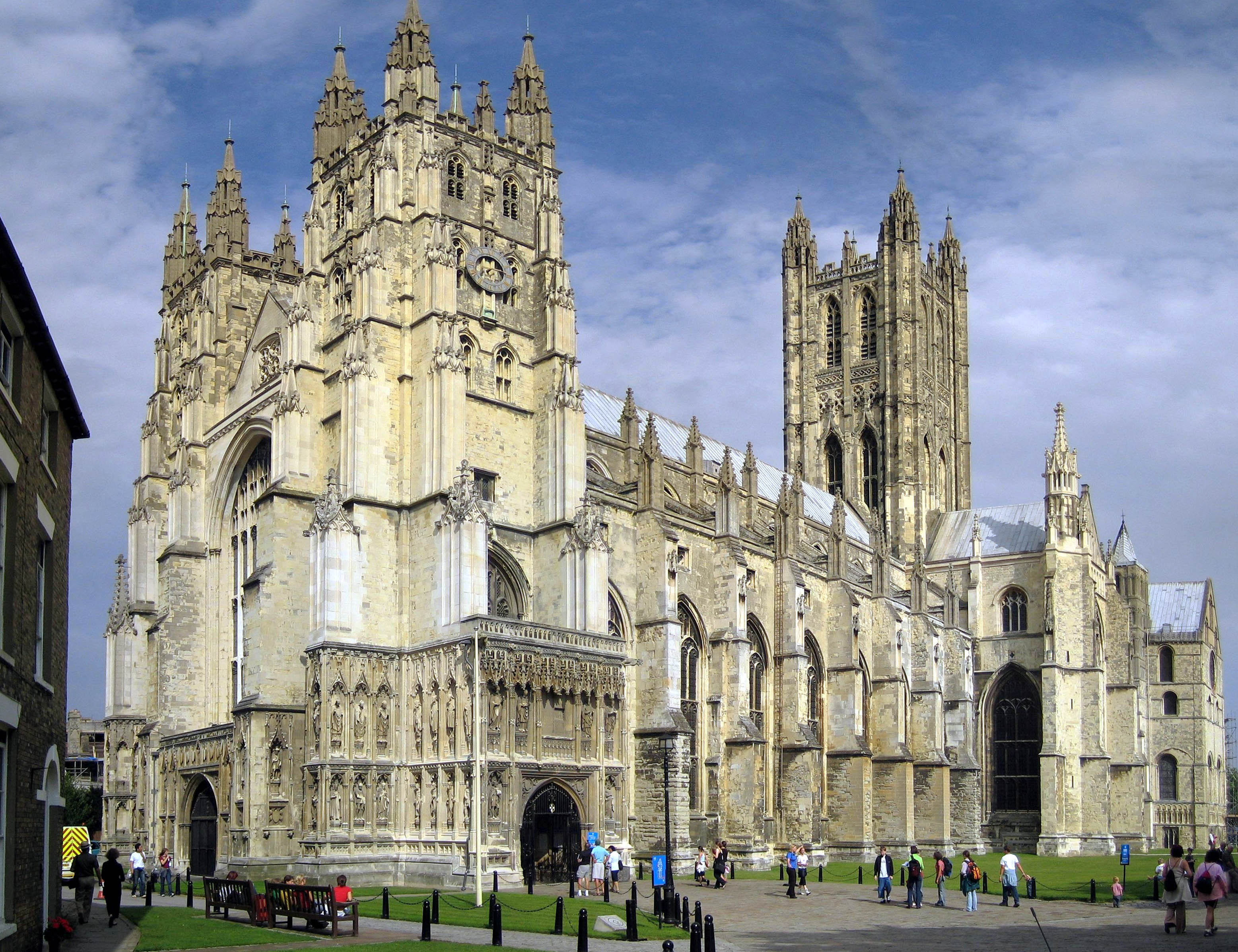
Catedral de Canterbury.

L'any 597, el papa Gregori el Gran va enviar un missioner anomenat Agustí a evangelitzar aquestes terres. Ell va convertir al cristianisme el rei Etelbert I de Kent i va fundar la primera diòcesi a Canterbury.
Al segle xi la gent de Kent van adoptar l'emblema Invicta, per la resistència que van presentar a la conquesta normanda. Després de la victòria de Guillem el Conqueridor van continuar insistint en que havien de tenir una condició especial, un comtat palatí dins del nou regne, cosa que va ser concedida el 1067. Les mateixes condicions especials es van concedir a Gal·les i a Escòcia. El germanastre del rei, Odó de Bayeux, va ser nomenat comte. Des de Henry Grey (1671–1740), els comtes de Kent van portar el títol de duc.

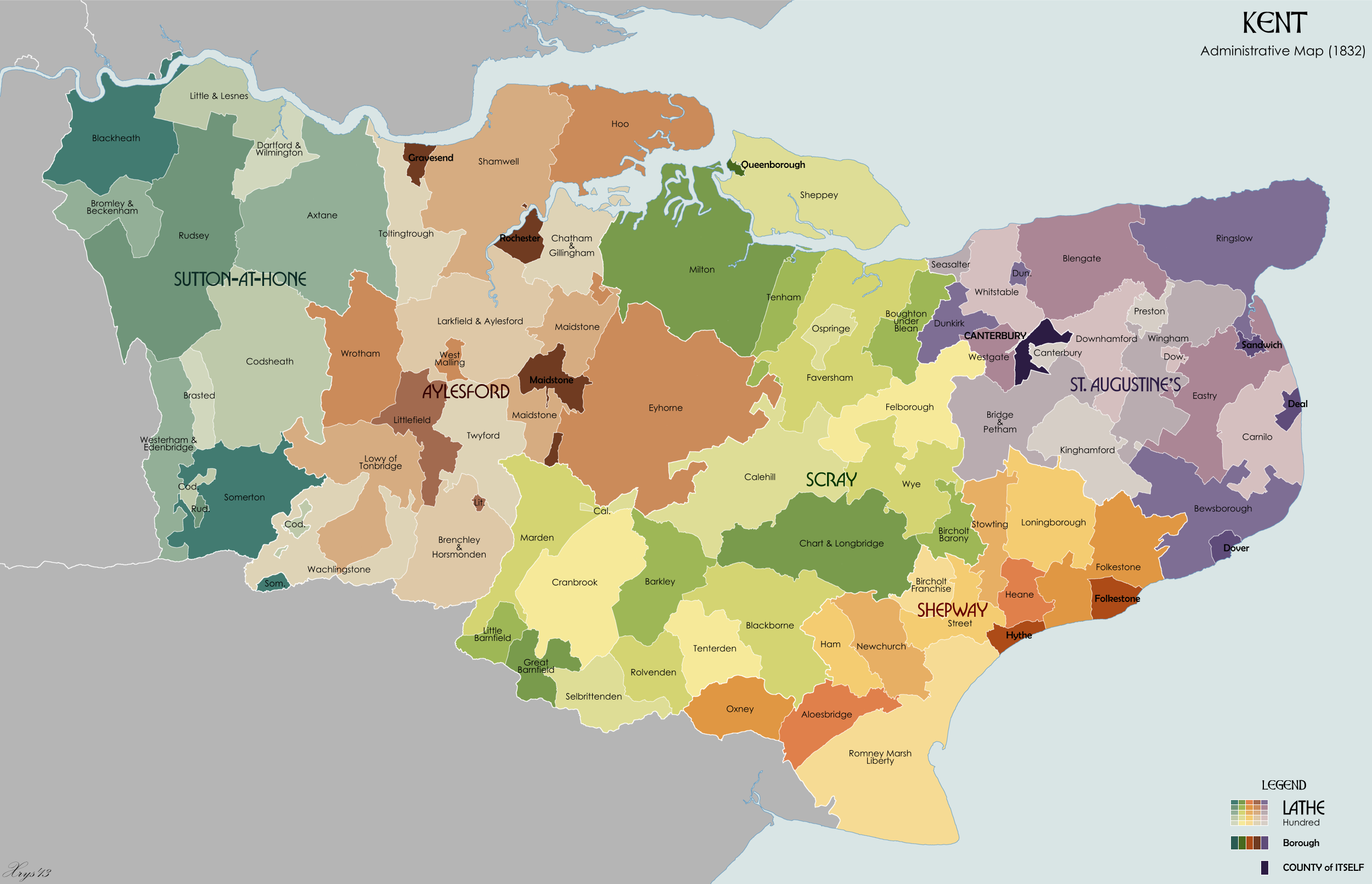
Els hundreds de Kent l'any 1832.

L'administració del comtat Kent, i probablement també quan era el Regne de Kent, estava organitzada en dues regions:

—La regió oriental constava de 3 lathes o comarques:
- St. Augustine
- Scraye
- Shepway

més la ciutat lliure de Romney Marsh, en total 33 hundreds.

—La regió occidental constava també de 3 lathes
- Sutton at Hone (amb 9 hundreds),
- Aylesford (amb 13 hundreds més la ciutat de Tonbridge),
- Scraye (amb 6 hundreds)

Al llarg de l'època medieval i també als inicis de l'època moderna, Kent ha tingut un paper destacat en moltes revoltes d'Anglaterra: l'aixecament dels camperols del 1381, instigat per Wat Tyler, la rebel·lió de Jack Cade del 1450, i la revolta de Wyatt del 1554 contra la reina Maria I.
L'any 1889 es va crear el comtat de Londres amb diversos districtes restats al de Kent: Deptford, Greenwich, Woolwich, Lee, Eltham, Charlton, Kidbrooke i Lewisham, més l'àrea de Penge adquirida el 1900.
Durant la Segona Guerra Mundial gran part del la batalla per la conquesta de l'illa de la Gran Bretanya es va lliurar sobre els cels de Kent. Després, els límits del comtat es van variar. L'any 1965 dos districtes de Londres, Bromley i Bexley, es van crear amb la unió de nou poblacions que anteriorment eren del comtat de Kent. L'any 1998, Rochester, Chatham, Gillingham, i Rainham van formar un nucli organitzatiu independent dins del comtat, la autoritat unitària de Medway. Durant aquesta reorganització, Rochester va perdre l'estatus de ciutat (city). L'any 2016 es va proposar formar una altra unitat autoritària que aplegués cinc ciutats: Canterbury, Thanet, Dover, Shepway i Ashford.
Durant gairebé nou segles una petita part de l'actual Est de Londres (North Woolwich i l'àrea de codi postal E16), va formar part de Kent. L'explicació més probable és que l'any 1086, Hamon, xèrif de Kent, era el propietari d'aquella finca i, potser il·legalment, les va annexar a Kent. Va deixar de ser considerat part del comtat de Kent l'any 1965, quan es va crear el districte londinenc de Newham.
El consell del comtat de Kent (KCC) està format per 12 consellers que administren els corresponents districtes, en total un territori de 3.352 km², mentre que el consell de Medway, com a autoritat unitària que és, administra els 192 km² restants. En total hi ha 300 poblacions. Les oficines del KCC estan a la ciutat de Maidstone i els de Medway estan a Gun Wharf, Chatham.

## Poblacions i habitants
La següent llista dona el nombre d'habitants segons el cens del 2011 de cada districte (d) i d'algunes ciutats destacades. De vegades el nom del districte coincideix amb el nom de la ciutat capital del districte (c).
- Ashford (d=124.300, c=74.204)
- Canterbury (d=160.000, c=55.240)
- Dartford (103.900)
- Dover (d=113.200, c=31.022)
  - Sandwich (4.985)
- Gravesham (106.300)
  - Gravesend (66.000)
- Maidstone (d=164.500, c=113.137)
- Medway (276.500)
  - Chatam (76.792)
- Sevenoaks (d=118.400, c=20409)
- Shepway (110.000)
  - Folkestone (46.698)
- Swale (142.400)
- Thanet (139.800)
- Tonbridge and Malling (125.700)
- Tunbridge Wells (116.200)

## Economia

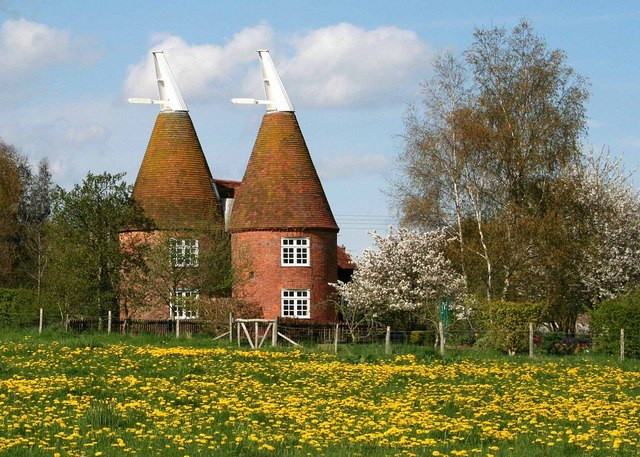
oasts

Kent és coneguda amb el sobrenom de "Jardí d'Anglaterra" per la seva abundància d'horts, plantacions de llúpol i jardins públics. Són característiques unes construccions anomenades oasts on tradicionalment es deixava assecar el llúpol, algunes de les quals són avui dia habitatges. En les zones properes a Londres són típics els mercats de flors. Un altre conreu propi de Kent és l'avellana. Això no obstant, en els darrers anys l'agricultura ha anat perdent pes en l'economia del comtat, deixant pas a la indústria i al sector de serveis.
El nord de Kent està força industrialitzat: Northfleet i Cuxton estan especialitzats en la fabricació de ciment, a Sittingbourne es fan maons, a Medway i Swale hi ha construcció naval, a Rochester destaca pel disseny i fabricació de motors, a Dartford hi ha indústria química, a Swanley la paperera, i a Grain refineries. A Sheerness es fabrica acer i a Queenborough hi ha un taller de laminació. Hi ha dues estacions d'energia nuclear a Dungeness, tot i que la més antiga, construïda el 1965, es va tancar el 2006.
La producció de ciment, la indústria paperera i l'extracció de carbó van ser molt importants al segle xix i XX. El ciment va estat molt demanat al segle xix, ja que es van emprendre molts projectes de construcció.
Els primeres fàbriques papereres es van muntar a la vora del riu Darent, o a prop dels afluents del riu Medway o del Stour. Dues fàbriques del segle xviii estaven als marges del rius Len i Loose. A finals del segle xix es van instal·lar fàbriques més grosses a Dartford i Northfleet a la riba del Tàmesi, i a la ciutat de Kemsley a la riba del Swale. En l'època preindustrial, gairebé totes les poblacions tenien la seva fàbrica impulsada amb energia hidràulica o eòlica; en sobreviuen vint-i-vuit d'aquells antics mecanismes.
Les mines de carbó estaven a la regió oriental, des del 1900 l'explotació la van portar diverses empreses: Kent Coalfield, que va obrir galeries a Chislet, Tilmanstone, Betteshanger; i la Snowdown Colliery, que va funcionar entre 1908 i 1986.
Els ports del comtat són una altra font d'ingressos, els ports de càrrega més destacats són: Ramsgate i Thamesport i Dover.
Gairebé el 50% de les poblacions que menys ingressos tenen estan localitzades a la regió occidental (Tunbridge Wells, Tonbridge i Sevenoaks), a la costa (Dover, Shepway, Folkestone i Hythe) i a Thanet. La zona occidental i central de Kent té força residents que treballen a Londres, per la proximitat i les bones vies de comunicació.
La següent taula resumeix l'aportació per sectors al producte interior brut entre el 1995 i el 2000, amb valors expressats en milions de lliures esterlines. La suma dels valors parcials no és igual a la xifra total degut als arrodoniments.
| any                             | valor afegit brut regional | sector primari | sector primari | sector secundari | sector secundari | sector terciari | sector terciari |
| ------------------------------- | -------------------------- | -------------- | -------------- | ---------------- | ---------------- | --------------- | --------------- |
| Comtat de Kent (excepte Medway) |                            |                |                |                  |                  |                 |                 |
| 1995                            | 12.369                     | 379            | 3,1%           | 3.886            | 31,4%            | 8.104           | 65,5%           |
| 2000                            | 15.259                     | 259            | 1,7%           | 4.601            | 30,2%            | 10.399          | 68,1%           |
| 2003                            | 18.126                     | 287            | 1,6%           | 5.057            | 27,9%            | 12.783          | 70,5%           |
| Medway                          |                            |                |                |                  |                  |                 |                 |
| 1995                            | 1.823                      | 21             | 3,1%           | 560              | 31,4%            | 1.243           | 68,2%           |
| 2000                            | 2.348                      | 8              | 1,7%           | 745              | 30,2%            | 1.595           | 67,9%           |
| 2003                            | 2.671                      | 10             | 1,6%           | 802              | 27,9%            | 1.859           | 69,6%           |

## Persones il·lustres
Entre els residents famosos del comtat de Kent cal destacar l'escriptor Charles Dickens i el biòleg Charles Darwin. Sir Winston Churchill va tenir també una casa a Kent. En aquest comtat hi va néixer Amy Brown (1783-1876), primera esposa del duc de Berry, Philip Sidney (1554 - 1586) poeta. Mick Jagger també va néixer al comtat de Kent.